# Hatsuyuki (álbum de SNoW)
Hatsuyuki (初雪 lit. Primera Nevada) es el primer álbum de estudio de la cantante japonesa SNoW. Salió a la venta el 24 de enero de 2007 y vendió más de 910 000 copias en todo el mundo. Dos de sus sencillos, "Sakasama no Chō" y "NightmaRe", lograron tomar un lugar en la lista de popularidad de Japón y se convirtieron en los temas de apertura del anime Jigoku Shōjo de la primera y segunda temporada respectivamente. 

## Grabación y producción
Luego de ganar la atención de un productor que la regresó de los Ángeles a su país natal, SNoW probó suerte enviando maquetas a casas discográficas sin éxito. Fue hasta que se puso en contacto con una discográfica indie (Kitty Films), que se le ofreció grabar su primer sencillo, una canción navideña llamada "Yes" y su respectiva versión en inglés. Una vez que en sencillo fracasó al entrar al Oricon, SNoW rompió el contrato con Kitty Films y Yamano Hideaki, sirviendo como intermediario para Sony Music se puso en contacto con ella para grabar un disco. Fue así como comenzó una serie de singles fueron grabadas en el estudio de Yamano Hideaki entre 2005 y finales del 2006. Contó además con la mezcla, composición, masterización y arreglos de Shindou Asanjo, Yasumitsu Shinto y NM.

## Canciones
La primera canción de Hatsuyuki es "Hanabi Made Ato Sukoshi"(花火まであと少し lit. Un momento después de los fuegos artificiales), canción que también fue lanzada como el primer sencillo del álbum (sin contar Yes como sencillo indie, pues la canción se volvió a masterizar para NightmaRe años más tarde). Cuenta con influencias pop y narra la historia de una pareja el cual vive en otro lugar lejos de su país natal y durante una función de fuegos artificiales deciden dar su primer beso. Esta es la primera canción de SNoW que aborda (aunque de una forma más discreta que en Sakasama no Chō) el tema de la homosexualidad.
La segunda canción es "sign", una canción con influencias synth pop que relata el sentimiento de una mujer en su primera noche sola después de la ruptura de su relación. La canción es famosa por contener referencias a objetos celestes que son inusuales en la música de SNoW. Contó con la composición de ella misma y arreglo de sin (Shin Hashimoto).
A pesar de ser el último sencillo, NightmaRe es el tercer lugar en la lista, una canción con letras oníricas que habla sobre la mezcla de los sueños con la realidad. El videoclip presenta fuertes influencias con el libro de Las aventuras de Alicia en el país de las maravillas. El álbum continúa con su magnum opus "Sakasama no Chō", una canción que fue un éxito comercial en Japón, Estados Unidos, parte de América Latina y varias listas musicales de Europa. Ampliamente conocida por convertirse en el tema de la apertura de la primera temporada del anime Jigoku Shōjo, Trata de una canción que toca el tema abiertamente homosexual en Japón y uno de las pocas que lo abordan. El significado literal de la canción habla de una persona que dejó atrás un fatal romance para enamorarse perdidamente de alguien de su mismo sexo (de ahí el título de la canción, Mariposa invertida es una frase que metaforiza el lesbianismo). Sabiendo que puede ser peligroso, decide ignorar a la gente que les critica, tomar el riesgo y abrirle el corazón a esa persona.
Las siguientes dos canciones, "I'm No" y "night light" formaban parte de dos singles anteriores (Hanabi Made Ato Sukoshi y Sakasama no Chō respectivamente), siendo I'm No la primera canción en inglés del álbum. 
Luego aparece "on&on", canción que toma influencias country y muestra el lado americano de SNoW. La canción habla de la monotonía de una relación.
Sin embargo, la vibra tranquila del álbum se rompe con "Through my Eyes", canción con aires de rock psicodélico. Una canción enteramente en inglés y escrita sólo para el álbum, habla de una relación desgastada. Es una canción que termina abruptamente y no tiene ninguna relación con la siguiente, BleacH, versión japonesa de la canción original en inglés que contenía en sencillo de Sakasama no Chō.
La penúltima canción del álbum, es la remasterización del primer sencillo de SNoW, Yes. Una balada navideña. Finalmente, el disco culmina con "Sora ga Mieru Bashō" (空が見える場所 lit. Donde el Cielo es Visible), canción tiene influencias de bossa nova.

## Promoción

### Sencillos
El primer sencillo del álbum fue "Hanabi Made Ato Sukoshi"(花火まであと少し lit. Un momento después de los fuegos artificiales), sin contar Yes como sencillo indie, pues la canción se volvió a masterizar para NightmaRe años más tarde. Fue lanzado el 6 de julio de 2005 y si bien, no alcanzó a entrar en listas como Oricon, dio pie a que la cantante lanzara otros sencillos.
Más tarde, en enero de 2006, SNoW lanzó "Sakasama no Chō", canción con la que logró entrar al Oricon y la consolidó gracias al anime Jigoku Shōjo. Dicho anime lanzó una versión recortada titulada TV version.
Seis meses después lanzó "on&on",  y a finales del año NightmaRe. Se grabaron videoclips promocionales para las canciones estelares de todos estos sencillos, incluidas dos versiones alternativas de Sakasama no Chō y NightmaRe con escenas de Jigoku Shōjo.

### Conciertos
SNoW convocó a una serie de eventos en vivo en Tokio, Nagoya y el Osaka Venue en el cual hizo un concurso donde los ganadores iban a conocerla en persona. A pesar de que se envió la invitación a la persona incorrecta, el verdadero ganador del evento en Osaka fue localizado y fue llevado al evento que dio lugar el 26 de febrero del 2006.

## Lista de canciones

### Hatsuyuki
| N.º | Título                                       | Música                                  | Escritor(es)                      | Duración |  |
| 1.  | «Hanabi Made Ato Sukoshi (花火まであと少し)» | Shindō Asanjō                           | Yamano Hideaki y Shindō Yasumitsu | 5:14     |  |
| 2.  | «sign»                                       | SNoW y sin                              | SNoW                              | 4:27     |  |
| 3.  | «NightmaRe»                                  | SNoW y Shindō Asanjou                   | Yamano Hideaki                    | 4:20     |  |
| 4.  | «Sakasama no Chō (逆さまの蝶)»               | SNoW, Yasumitsu Shinto y Kenichi Fujita | SNoW y Yamano Hideaki             | 4:33     |  |
| 5.  | «I'm No»                                     | Shindō Asanjō                           | SNoW                              | 4:10     |  |
| 6.  | «night light»                                | Yasumitsu Shinto                        | SNoW                              | 4:24     |  |
| 7.  | «on&on»                                      | SNoW y NM                               | SNoW y Yamano Hideaki             | 3:48     |  |
| 8.  | «Through My Eyes»                            | SNoW                                    | SNoW                              | 4:00     |  |
| 9.  | «BleacH»                                     | SNoW y Yasumitsu Shinto                 | SNoW                              | 3:33     |  |
| 10. | «Yes»                                        | SNoW y Shindō Asanjou                   | SNoW y Yamano Hideaki             | 4:44     |  |
| 11. | «Sora ga Mieru Bashō (空が見える場所)»       | Yasumitsu Shinto                        | Yamano Hideaki                    | 3:13     |  |

### DVD
| N.º | Título                                                                      | Duración |  |
| 1.  | «Sakasama no Chō (humoresque version) (逆さまの蝶 (「ユモレスク」version))» | 4:33     |  |
| 2.  | «Sakasama no Chō (Jigoku Shōjo version) (逆さまの蝶 (「地獄少女」version))» | 4:33     |  |
| 3.  | «on&on (original version)»                                                  | 3:48     |  |
| 4.  | «on&on (english version)»                                                   | 3:48     |  |
| 5.  | «NightmaRe (original version)»                                              | 4:20     |  |
| 6.  | «NightmaRe (Jigoku Shōjo version) (NightmaRe (「地獄少女」version))»        | 4:20     |  |

## Certificaciones
| Territorio | Organismo certificador | Posición |
| ---------- | ---------------------- | -------- |
| Japón      | Oricon                 | 75       |

- Datos: Q98815135